# Villeneuve-sur-Fère
Villeneuve-sur-Fère là một xã ở tỉnh Aisne, vùng Hauts-de-France thuộc miền bắc nước Pháp.
Đây là nơi sinh Paul Claudel (1868-1955), nhà thơ và nhà ngoại giao.